# Dargocice
Dargocice – wieś w północno-zachodniej Polsce, położona w województwie zachodniopomorskim, w powiecie kołobrzeskim, w gminie Gościno, tuż przy jeziorze Kamienica. Nazwa wsi pochodzi od nazwy dawanej osady słowiańskiej – Dargutiz (wymienionej w dokumencie z 1276 roku). 
Według danych z 30 czerwca 2014 wieś miała 97 stałych mieszkańców.
Ok. 0,8 km na północny zachód od zabudowy wsi znajduje się wzniesienie Łysica o wysokości 76,5 m n.p.m.
We wsi znajduje się kilka ośrodków wypoczynkowych. Niedaleko wsi położone jest jezioro Kamienica. 
W pobliżu jeziora Kamienica znajduje się głaz z inskrypcją uznany za pomnik przyrody. 
Gmina Gościno utworzyła sołectwo Dargocice, które obejmuje miejscowości: Dargocice, Wierzbka Dolna i Wierzbka Górna.
W miejscowości był przystanek kolejki wąskotorowej Dargocice.